# Orygmophora mediofoveata
Orygmophora mediofoveata är en fjärilsart som beskrevs av George Francis Hampson 1926. Orygmophora mediofoveata ingår i släktet Orygmophora och familjen nattflyn. Inga underarter finns listade i Catalogue of Life.